# Stenolophus idahoana
Stenolophus idahoana är en skalbaggsart som beskrevs av Thomas Casey. Stenolophus idahoana ingår i släktet Stenolophus och familjen jordlöpare. Inga underarter finns listade i Catalogue of Life.